# Archidiecezja Besançon
Archidiecezja Besançon (łac. Archidiœcesis Bisuntina) – archidiecezja Kościoła rzymskokatolickiego we wschodniej Francji. Została erygowana w II wieku jako diecezja, w IV wieku została podniesiona do rangi archidiecezji. Kilku ordynariuszy archidiecezji zostało potem wyniesionych na ołtarze, m.in. św. Klaudiusz z Besançon. Obecne granice uzyskała w listopadzie 1979 roku.

## Główne świątynie
- Archikatedra: Archikatedra św. Jana Chrzciciela w Besançon
- Bazyliki mniejsze:
  - Bazylika Matki Bożej w Gray
  - Bazylika Notre-Dame de la Blanche w Faverney
  - Bazylika św. Piotra w Luxeuil-les-Bains
  - Bazylika świętych Fereola i Ferucjusza w Besançon